# Andy Mill
Andy Ray Mill (ur. 11 lutego 1953 w Fort Collins) – amerykański narciarz alpejski, dwukrotny olimpijczyk.

## Osiągnięcia

### Igrzyska olimpijskie
| Miejsce | Dzień     | Rok  | Miejscowość | Konkurencja | Czas biegu  | Strata  | Zwycięzca      |
| ------- | --------- | ---- | ----------- | ----------- | ----------- | ------- | -------------- |
| 6.      | 5 lutego  | 1976 | Innsbruck   | Zjazd       | 1:47,06 min | +1,33 s | Franz Klammer  |
| 16.     | 14 lutego | 1980 | Lake Placid | Zjazd       | 1:49,07 min | +3,57 s | Leonhard Stock |

### Puchar Świata

#### Miejsca w klasyfikacji generalnej
- sezon 1974/1975: 37.
- sezon 1975/1976: 56.
- sezon 1978/1979: 84.
- sezon 1979/1980: 43.
- sezon 1980/1981: 65.